# اصغر خلیلی
اصغر خلیلی متولد شهریور ماه سال ۱۳۵۵ در شهر زیبای اصفهان است او دوران تحصیل ابتدایی خود را در ایام جنگ ایران و عراق تجربه کرد اما مجاورت محل سکونت او با مرکز کانون پرورش فکری کودکان او را با دنیای هنر به ویژه تئاتر آشنا کرد. پدر وی تکنسین برق بود و بسیار علاقمند بود تا پسرش راه او را ادامه دهد ولی اصغر خلیلی بدون گذراندن دوره های آموزشی به صورت خود آموخته وارد دنیای هنر شد. 

## زندگینامه
اصغر خلیلی ایام تحصیل مقدماتی خود را در فضای معماری و هنر اصفهان به پایان رساند. استعداد ذاتی هنری وی که در قالب هنرهای تجسمی و نمایش نامه نویسی از مقاطع اولیه ی تحصیل خود نمایان شد. وی تحصیلات عمومی خود را در رشته ی معماری و گرافیک در اصفهان به پایان رساند. وی بدون گذراندن دوره های آکادمی تئاتر توانست آثار قابل توجهی را خلق کند و پس از ورود به رشته کارگردانی سینما شکل جدیدی از آثار اصغر خلیلی ظاهر شد.

## فعالیت‌های حرفه‌ای
نویسنده، کارگردان، طراح نمایش:
| نام نمایشنامه             | سال       | اجرا شده در |
| ------------------------- | --------- | --- |
| خاتون غصه دار             | ۱۳۸۱      | اصفهان، سینما فلسطین/ اردبیل تالار فدک / تهران، تالار هنر                                                         |
| سرخ آب                    | ۱۳۸۱-۱۳۸۳ | آلمان (فرایبورگ) / تهران، جشنواره تئاتر فجر، سالن اصلی تئاترشهر / اصفهان، تالار هنر / شیراز، تالار حافظ           |
| عشق رویا تاریکی           | ۱۳۸۳      | اصفهان، تالار هنر/ یاسوج، پلاتو نمایش / تهران،تماشاخانه سنگلج، جشنواره تئاتر فجر                                  |
| اٌترارنامه                 | ۱۳۸۴-۱۳۸۵ | تهران، تالار قشقایی تئاترشهر / آلمان                                                                              |
| دایره گچی‌قفقازی           | ۱۳۸۶      | تولید مشترک ایران و آلمان - آلمان                                                                                 |
| موهای بلوند               | ۱۳۸۵-۱۳۸۶ | فرانسه / آلمان / بلژیک / هلند / تهران، تالار سایه تئاترشهر - خانه نمایش / یاسوج، اداره تئاتر / اصفهان، تالار سوره |
| آوازهای ماندالا           | ۱۳۸۶      | فرانسه / آلمان / بلژیک / هلند                                                                                     |
| دایره                     | ۱۳۸۷      | آلمان / هلند |
| خرمشهر ۱۱                 | ۱۳۸۷-۱۳۸۸ | تهران، تالار قشقایی تئاترشهر / خوزستان، اداره تئاتر                                                               |
| تراژدی جنگ                | ۱۳۸۷      | تهران، تالار قشقایی تئاترشهر                                                                                      |
| نظمیه زنان                | ۱۳۸۸      | تهران، سالن قشقایی تئاترشهر                                                                                       |
| من نمیتونم، ما میتونیم    | ۱۳۸۸-۱۳۸۹ | هندوستان، دهلی نو/ آلمان، دودراشتات                                                                               |
| گفتگو با باد              | ۱۳۸۹      | جشنواره تئاتر حقیقت / مجموعه تئاتر شهر، تالار قشقایی                                                              |
| زندگی میان آتش            | ۱۳۸۹      | تهران، سالن سایه تئاترشهر                                                                                         |
| یادداشتی برای سهراب       | ۱۳۹۰      | تهران، تالار استاد سمندریان،خانه تئاتر                                                                            |
| مامان لنگ دراز            | ۱۳۹۱      | هندوستان، دهلی نو/آلمان، دودراشتات                                                                                |
| الیور تویست               | ۱۳۹۳      | تهران، تالار حافظ / سالن اصلی تئاتر شهر                                                                           |
| راپورتهای شبانه دکتر مصدق | ۱۳۹۵      | تهران، تالار وحدت                                                                                                 |
| میراث                     | ۱۳۹۵      | تهران، تماشاخانه سنگلج                                                                                            |
| دولت ضعیفه                | ۱۳۹۶      | تهران، ایرانشهر، سالن استاد سمندریان                                                                              |
| دیکتاتور عاشق             | ۱۳۹۷      | تهران، سالن تئاتر مستقل                                                                                           |
| پات (مجلس فرزند کشی)      | ۱۳۹۹      | تهران، تئاتر شهر، سالن قشقایی                                                                                     |
| مده آ در قندهار           | ۱۴۰۱      | تهران، خانه هنرمندان، سالن استاد انتظامی                                                                          |
| کرنر زیر درختان بلوط      | ۱۴۰۱      | تهران، تئاتر شهر، سالن اصلی                                                                                       |
| ترور ملت                  | ۱۴۰۳      | تهران، موزه سرچشمه                                                                                                |
| ضیافت کشتارگاه            | ۱۴۰۳      | اصفهان،عمارت تابستانه سعدی                                                                                        |

تله تئاتر نویسنده، کارگردان، طراح:
| نام اثر                                 | سال  | اجرا در                                                    |
| --------------------------------------- | ---- | ---------------------------------------------------------- |
| اٌترارنامه                               | ۱۳۸۴ | شبکه ۴ سیما، جشنواره سیما، بخش تلویزیونی جشنواره تئاتر فجر |
| شاعره آتش                               | ۱۳۸۶ | شبکه ۴ سیما، جشنواره سیما                                  |
| فیلمنامه نویس سبد گلی برای اتاق ریکاوری | ۱۳۹۱ | جشنواره تولیدات صدا و سیما، شبکه استانی، شبکه یک           |
| تا سپیده                                | ۱۴۰۲ | شبکه یک سیما                                               |

## اجرای عموم و جشنواره‌های بین‌المللی
- فستیوال تئاتر شبهای سفید (مولهایم)- نمایش دایره گچی قفقازی- ۱۳۸۶[۷۰]
- فستیوال تئاتر (روهِر) - نمایش های دایره و اٌترارنامه- ۱۳۸۵[۷۱]
- اجرای عموم نمایش موهای بلوند - (کلن)- ۱۳۸۶[۷۲]
- اجرای نمایش من نمیتونم ما می‌تونیم- (دهلی نو)- ۲۰۰۹ [۷۳]

- فستیوال تئاتر شبهای سفید (مولهایم)- نمایش دایره گچی قفقازی- ۱۳۸۶[۷۴]
- فستیوال تئاتر (روهِر) - نمایش های دایره و اٌترارنامه- ۱۳۸۵[۷۵]
- اجرای عموم نمایش موهای بلوند - (کلن)- ۱۳۸۶[۷۶]
- اجرای نمایش من نمیتونم ما می‌تونیم- (دهلی نو)- ۲۰۰۹ [۷۷]

1. ↑  «معرفی برگزیدگان چهاردهمین جشنواره تئاتر اصفهان "خاتون غصه‌دار" و "ژاندارک در آتش" به جشنواره‌ ی منطقه‌ای راه یافتند». ایسنا.
2. ↑  «اجرای نمایش سرخ آب توسط گروه تجربه نو در آلمان». رادیو فردا.
3. ↑  «نگاهی به نمایش "گفت‌وگو با باد" نوشته "اصغر خلیلی" و کارگردانی "فرشاد منظوفی نیا نیا"». ایران تئاتر.
4. ↑  «یادداشتی بر اجرای نمایش ایرانی "اٌترارنامه" در آلمان». بی‌بی‌سی فارسی.
5. ↑  ««اٌترارنامه» پیش از آلمان به تهران می‌آید». ایسنا.
6. ↑  «اجرایی زیر باران، "دایره گچی قفقازی" در روهر آلمان اجرا شد». ایسنا.
7. ↑  «اجرای رو حوضی 'دایره گچی قفقازی' در آلمان». بی‌بی‌سی فارسی.
8. ↑  «با همكاري گروه ايراني و آلماني، «دايره گچي قفقازي» در روهر آلمان اجرا مي‌شود». ایسنا.
9. ↑  «اصغر خلیلی از همکاری مشترک با روبرتو چولی برای اجرای نمایش"دایره گچی قفقازی" خبر داد». ایران تئاتر.
10. ↑  «نمایش «موهای بلوند» در آلمان و بلژیک اجرا می‌شود». ایسنا.
11. ↑  «برگزاری جشنواره تئاتر ایرانی در کلن». رادیو فردا.
12. ↑  «آوازهای ماندلا در هلند و شهرهای ایران». ایران تئاتر.
13. ↑  «"دایره" و "اٌترارنامه" به دعوت چولی راهی روهِر آلمان می‌شوند». ایران تئاتر.
14. ↑  «خرمشهر 11 در تالار قشقایی به روی صحنه رفت». خبرآنلاین.
15. ↑  ««تراژدی جنگ» به بخش بین‌الملل جشنواره تئاتر فجر می‌رود». آفتاب ایران.
16. ↑  «"نظمیه زنان" در بخش بین‌الملل جشنواره تئاتر رضوی». ایران تئاتر.
17. ↑  ««نظمیه زنان» در جشنواره تئاتر فجر». دعبل نیوز.[پیوند مرده]
18. ↑  «نمایش "من نمیتونم، ما میتونیم" راهی آلمان می‌شود». پرتال جشنواره تئاتر فجر.
19. ↑  «نگاهی به نمایش "گفت‌وگو با باد" نوشته "اصغر خلیلی" و کارگردانی "فرشاد منظوفی نیا"». ایران تئاتر.
20. ↑  «نمایش «زندگی میان آتش» دو اجرایی می‌شود». خبرگزاری فارس.
21. ↑  «نمایش "یادداشتی برای سهراب" (گزارش تصویری)». سایت تحلیلی خبری عصر ایران.
22. ↑  «"یادداشتی برای سهراب" به فرزاد حسنی رسید». خبرگزاری مهر.
23. ↑  ««یادداشتی برای سهراب» با رویکرد مدرن اجرا می‌شود». ایسنا.
24. ↑  «نمایش مامان لنگ دراز جشنواره یازدهم دهلی نو ۲۰۱۱». Hindustan Times.
25. ↑  «"اصغر خلیلی" می گوید نمایش "الیور تویست" را با نگاه به کنوانسیون ژنو روی صحنه می آورد». ایران تئاتر.
26. ↑  «چهره جدید«الیور تویست» در جشنواره تئاتر فجر/اصغر خلیلی:با این که نمایش ساختار تصویری دارد، اما از بالا نویس هم استفاده می‌کنیم». جشنواره تئاتر فجر.
27. ↑  «زندگی «اولیور توئیست» موزیکال شد/ نگاهی به مشکلات کودکان کار». خبرگزاری مهر.
28. ↑  «کودکان کار را دریابید / نگاهی به نمایش ˝الیور تویست˝ به کارگردانی اصغر خلیلی». هنرآنلاین.
29. ↑  «محدودیت برای «الیور تویست»در ایران». ایسنا.
30. ↑  «نمایش راپورت‌های شبانه دکتر مصدق». خبرگزاری تسنیم.
31. ↑  «نگاهی به نمایش راپورت‌های شبانه دکتر مصدق اثر اصغر خلیلی». پایگاه خبری آفتاب.
32. ↑  «نمایش «راپورت‌های شبانه دکتر مصدق»». ایسنا.
33. ↑  ««میراث» ادای دین به بهرام بیضایی است/ متنی که رنگ کهنگی نمی‌گیرد». خبرگزاری مهر.
34. ↑  «"میراث" بیضایی روی صحنه سنگلج / اصغر خلیلی: رویکرد ما به نمایش ایرانی مدرن است». هنر آنلاین.
35. ↑  «یک کمدی درام دیدنی / نگاهی به نمایش "دولت ضعیفه" اصغر خلیلی». هنر آنلاین.
36. ↑  «این ناصرالدین‌شاه شکم‌باره ضعیفه که جان می دهد برای تیاتردر آوردن  !». ایران تئاتر.
37. ↑  «روایت اصغر خلیلی، محمد صدیق‌مهر و حمیدرضا کاظمی‌پور از نمایش دولت ضعیفه». سرپوش.
38. ↑  ««دولت ضعیفه» در ایرانشهر افتتاح شد/ آیا بخش‌های مسئله‌دار نمایش حذف شده است؟». فارس.
39. ↑  «"دولت ضعیفه" با نگاهی جدید به شیوه‌های تئاتر ایرانی به صحنه آمد / روایت اصغر خلیلی از حرمسرای ناصرالدین شاه». هنر آنلاین.
40. ↑  «دیکتاتور عاشق رو بشناسید». خبرگزاری برنا.
41. ↑  «اصغر خلیلی کارگردان نمایش «دیکتاتور عاشق» در گفت‌وگو با «ابتکار»: اغلب هنرمندان خطوط سانسور را می شناسند». پیشخوان.
42. ↑  «نمایش «دیکتاتور عاشق» یک رسانه است». ایران تئاتر.
43. ↑  ««دیکتاتور عاشق» در راه است». ایسنا.
44. ↑  ««پات» به تالار قشقایی می‌رسد». اعتماد.
45. ↑  «پات داستان به روز شده ای از شاهنامه است/سالن قشقایی همچنان میزبان هنرمندان نمایش پات». رادیو فرهنگ.
46. ↑  ««پات» به تالار قشقایی می‌رسد». خبرگزاری دانشجو.
47. ↑  «بلاتکلیفی دنباله‌دار «پات»/ کرونا فرصت برنامه‌ریزی را گرفته است». اعتماد.
48. ↑  ««مده‌آ در قندهار» در خانه هنرمندان به صحنه خواهد رفت». خبر آنلاین.
49. ↑  «رهایی از پیله‌ی تنگ ظلم/ نگاهی به نمایش «مده‌آ در قندهار»». پایگاه خبری سینما سینما.
50. ↑  «نمایشنامه "مده آ در قندهار" کار مشترک هنرمندان ایرانی و افغانستانی با استقبال خوب مخاطبان مواجه شد». parstoday.
51. ↑  «گفت‌وگو با کارگردان نمایش «کرنر زیر درختان بلوط»اصغر خلیلی: مشتاق تماشای واکنش مخاطب در مواجهه با اثر جدیدم هستم». ایران تئاتر.
52. ↑  ««کرنر زیر درختان بلوط» در جشنواره تئاتر فجر». کردپرس.
53. ↑  «درخشش نمایش "کرنر زیر درختان بلوط" از استان ایلام در جشنواره بین المللی تئاتر فجر». اداره کل فرهنگ و ارشاد ایلام.
54. ↑  «با استقبال مردم؛کرنر زیر درختان بلوط و مخاطبانی که همنوا با شهدای دفاع مقدس شدند». نور نیوز.
55. ↑  «درخشش تئاتر " کرنر زیر درختان بلوط  " استان ایلام  در جشنواره بین المللی تئاتر فجر». فارس.
56. ↑  «با یادی از شهدای هفتم تیرماه ۱۳۶۰؛«ترور ملت» در سالن سرچشمه روی صحنه می‌رود». خبرگزاری شبستان.
57. ↑  «به کارگردانی اصغر خلیلی نمایش «ضیافت کشتارگاه» در اصفهان به روی صحنه رفت». ایران تئاتر.
58. ↑  «نمایش «ضیافت کشتارگاه» دراصفهان». خبرگزاری مهر.
59. ↑  «نمایش ضیافت کشتارگاه». ایسنا.
60. ↑  «نمایش محیطی «ضیافت کشتارگاه» در اصفهان به روی صحنه می‌رود». خبرگزاری جمهوری اسلامی.
61. ↑  ««ضیافت کشتارگاه» فصل جدید در روند رو به رشد و مترقی تئاتر اصفهان». خبرگزاری مهر.
62. ↑  «نمایش «ضیافت کشتارگاه» روایتِ یک ماجرای بازگو نشده». فارس.
63. ↑  «اترارنامه به‌صورت تله تئاتری به جشنوارهٔ تئاتر فجر می‌آید». آفتاب ایران.
64. ↑  «چهارشنبه این هفته هم دو تله تئاتر روی آنتن شبکه چهار میرود پخش «مثل آواز خدا» و «شاعره آتش» ساخته شده در صداو سیمای مرکز اصفهان». ایسنا.
65. ↑  ««سبد گلی برای اتاق ریکاوری»/ شبکه شما جشنواره فیلم دفاع مقدس برگزار می کند». ایسنا.
66. ↑  ««سبد گلی برای اتاق ریکاوری»». تلوبیون.
67. ↑  «"سبد گلی برای اتاق ریکاوری" روی میز تدوین است». خبرگزاری مهر.
68. ↑  «تله‌تئاتر «سپیده دم» تولید مرکز سیمرغ جمعه ۲۰ بهمن ماه ساعت ۱۶:۰۰ از شبکه یک سیما پخش می شود». پایگاه اطلاع رسانی سیما.
69. ↑  «تله‌تئاتر «سپیده دم»». تلوبیون.
70. ↑  «اصفهان، روسفید از "شبهای سفید" هنر». دویچه ووله فارسی.
71. ↑  «"اترار نامه" و "دایره" تنها نمایندگان شرق در جشنواره تئاتر روهر آلمان». خبرگزاری مهر.
72. ↑  «اجرای نمایشنامه "موهای بلوند"، نوشته و کارگردانی اصغر خلیلی از ایران در شهر کلن». خبرنامه گویا.
73. ↑  «10th Int'l Children's Festival of Performing Arts in Delhi». The Daily Star.
74. ↑  «اصفهان، روسفید از "شبهای سفید" هنر». دویچه ووله فارسی.
75. ↑  «"اترار نامه" و "دایره" تنها نمایندگان شرق در جشنواره تئاتر روهر آلمان». خبرگزاری مهر.
76. ↑  «اجرای نمایشنامه "موهای بلوند"، نوشته و کارگردانی اصغر خلیلی از ایران در شهر کلن». خبرنامه گویا.
77. ↑  «10th Int'l Children's Festival of Performing Arts in Delhi». The Daily Star.